# Gustav Goßler
Gustav-Ludwig Goßler (født 4. april 1879 i Hamborg, død 4. april 1940 smst.) var en tysk roer, som deltog i OL 1900 i Paris.
Ved OL stillede Goßler op i firer med styrmand og i otter for Germania Ruder Club, Hamburg. Firer med styrmand blev den mest kontroversielle i den olympiske historie, hvor der blev gennemført to finaler med firer med styrmand, som begge af IOC er erklæret som officielle og der derfor er dobbelte medaljevindere i konkurrencen. 
Germania-båden vandt sit heat i indledende runde, og besætningen bestod foruden Gustav Goßler af hans brødre Oskar og Carl Goßler (styrmand) samt Waldemar Tietgens og Walther Katzenstein. De kom i den anden finale sammen med de to øvrige heatvindere, en hollandsk båd fra Minerva, Amsterdam, og endnu en tysk båd fra Ludwigshafen. Her var Germania-båden klart hurtigst og vandt med fire sekunder ned til Minerva-båden, mens båden fra Ludwigshafen var yderligere to sekunder bagud.
Fire af roerne fra fireren, heriblandt Oskar og Gustav Goßler, var også med i otteren. Båden blev sidst i indledende heat, men kom ikke desto mindre i finalen, hvor de igen sluttede sidst.
Gustav Goßler blev senere forretningsmand.